# Begijnhof Lier
Het Lierse begijnhof is een stratenbegijnhof, dat zich bevindt in Lier, in de Belgische provincie Antwerpen. Samen met twaalf andere Vlaamse begijnhoven werd het op 2 december 1998 op de Werelderfgoedlijst van de UNESCO geplaatst.

## Ontstaan
Het begijnhof van Lier is een van de drie oudste van Brabant en ontstond, vermoedelijk, in de eerste helft van de 13e eeuw. Oorspronkelijk woonden de begijnen niet in een afgezonderd begijnhof, maar vormden ze op een aantal plaatsen verspreid een vrije gemeenschap waar zij in onthouding en in een armoedig bestaan leefden. Hun vrije tijd werd besteed aan gebed en meditatie. Een sterke toename aan begijnhoven kwam er na de kruistochten, midden 13de eeuw, waardoor vele vrouwen samen gingen wonen. In Lier gingen rond 1258 spontaan een aantal ongehuwde vrouwen buiten de eerste omwalling samenwonen in de buurt van het huidige begijnhof, waar zich toen een jachtslot van de hertog van Brabant bevond. Rond 1200 zouden hier reeds drie zusters een aantal gebouwen gelegen in het huidige begijnhof hebben afgestaan om er een woonplaats voor geestelijke dochters te stichten. Deze stichting kreeg een gebouw van Aleidis van Bourgondië, de echtgenote van Hendrik III van Brabant, gelegen aan de reeds bestaande gebouwen. Zo groeide het Lierse begijnhof langzaamaan.
In 1258 werd het begijnhof verheven tot een autonome parochie onder bescherming van Aleidis. Zo kregen de begijnen de toelating om over een eigen kerk en pastoor te beschikken. In 1274 nam hertog Jan I het Liers begijnhof onder zijn bescherming. Zijn opvolgers Jan II en Filips de Goede namen deze bescherming over. Tussen 1389 en 1430 werd het begijnhof geïntegreerd binnen de muren van de stad. Ondertussen werd het begijnhof door de eeuwen heen geplaagd door verschillende branden en plunderingen.
Het begijnhof ontstond dus in de 13e eeuw, maar de meeste huidige huizen dateren uit de 17e en het begin van de 18e eeuw. In de jaren negentig werden grote delen gerestaureerd. Zo werd de oostelijke "grachtkant" volledig vernieuwd, inbegrepen het interieur van de huizen. Ze hebben hun voorgevel richting begijnhof, terwijl hun achtergevel (die grenst aan de Kleine Nete) volledig vensterloos is.

Het huidige begijnhof is ongeveer 2 hectare groot. De laatste begijn, zuster Agnes, vertrok er in 1984 op 85-jarige leeftijd en overleed in 1994.

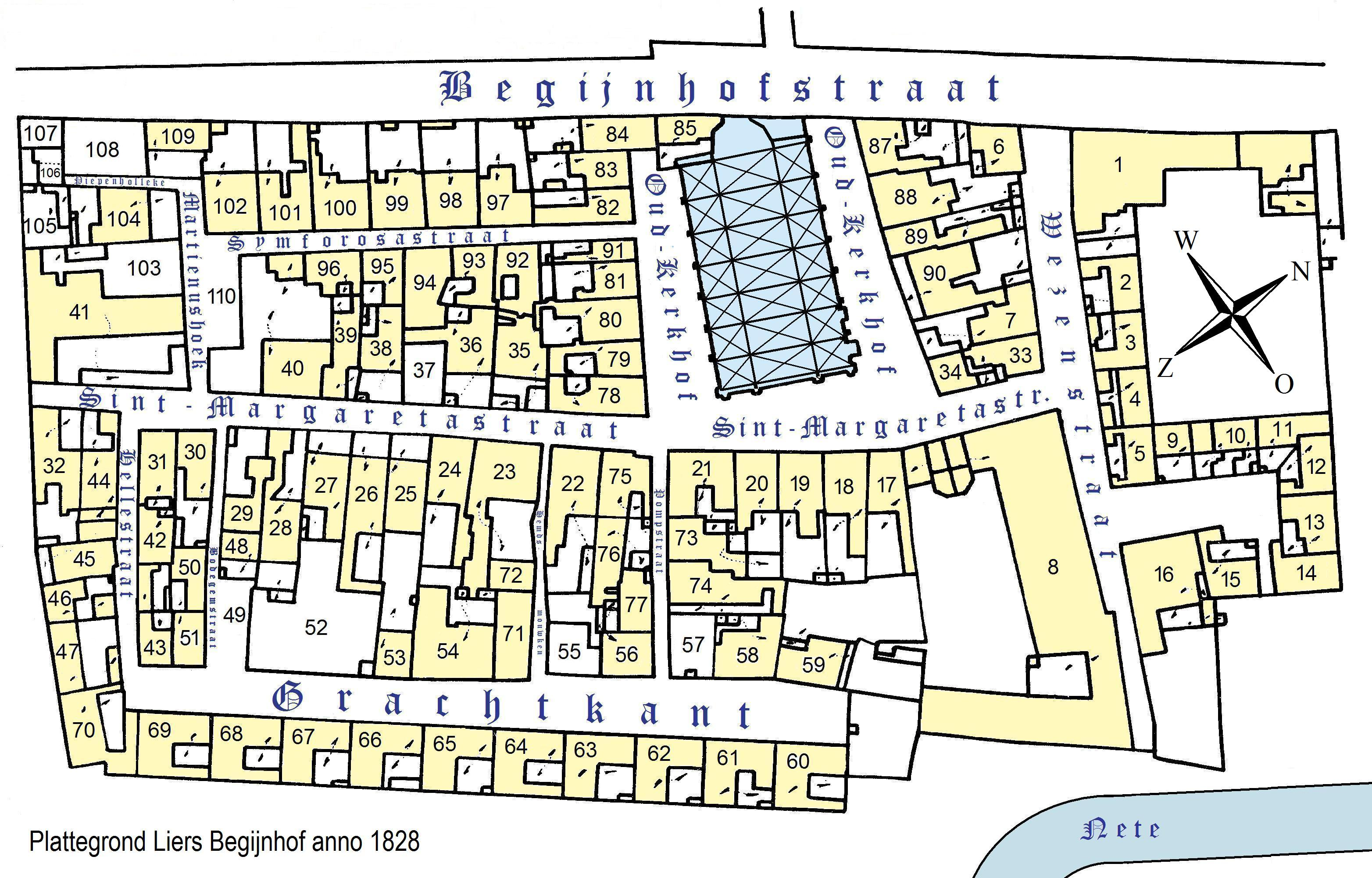
Stratenplan van het Lierse begijnhof anno 1828

## Gebouwen
De dubbele barokke poort met bovenaan het beeld van de heilige Begga van Herstal van beeldhouwer M.J. d'Heur dat dateert van 1777, verleent toegang tot het begijnhof, dat tot op heden nog volledig omsloten is. Tot het einde van de Tweede Wereldoorlog werden beide poorten bij zonsondergang gesloten. Wie te laat kwam, diende aan het nachtpoortje aan te bellen. Twee begijnen betrokken het portiershuis dat rechts tegen de poort aanleunt.

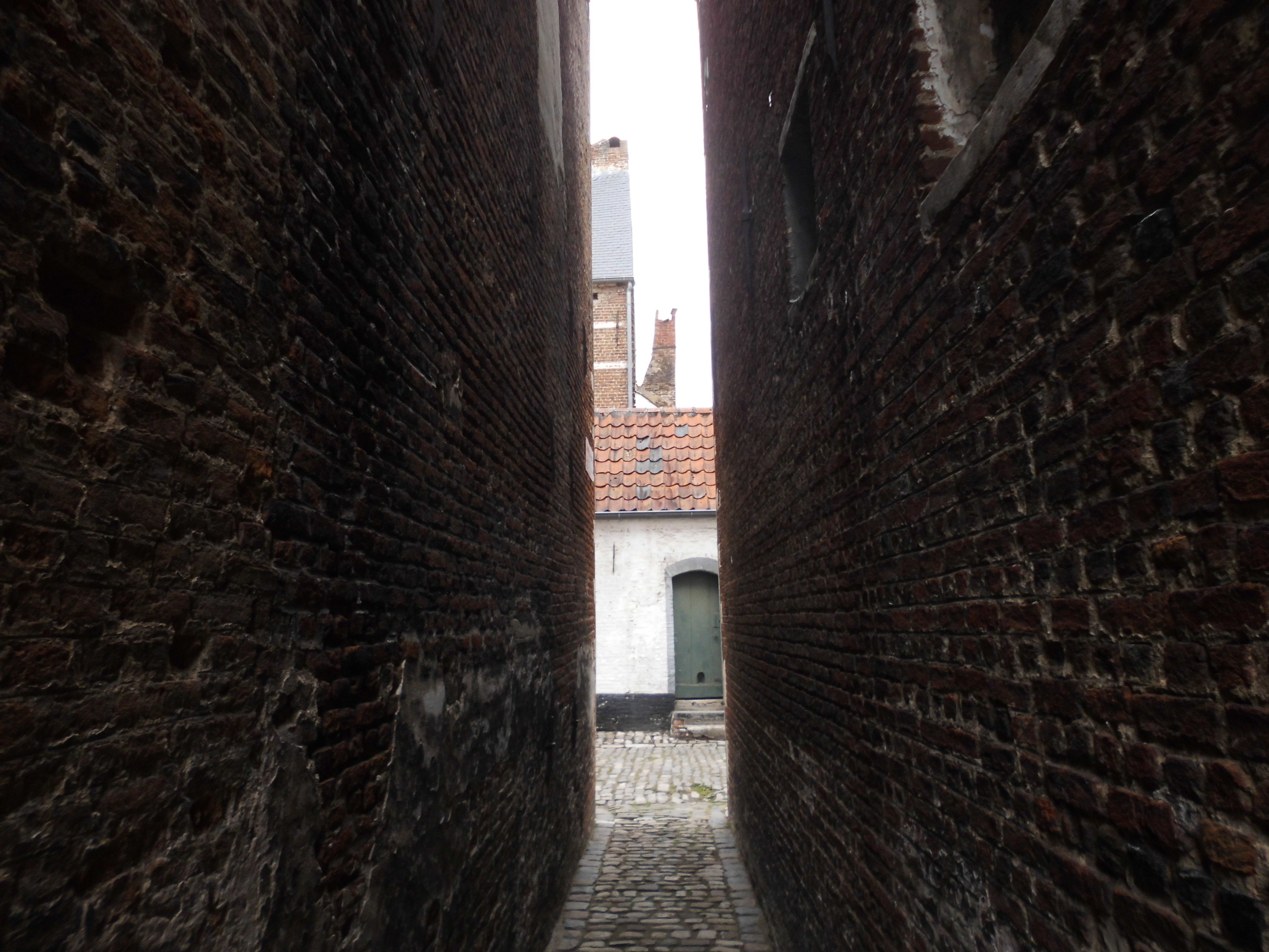
Hemdsmouwken, het smalste straatje in Lier

Het begijnhof telt 162 begijnenhuizen en 11 straten. Aangezien huisnummers destijds onbekend waren, gaven de begijnen hun woning een naam van een heilige of naar een Bijbels tafereel zoals het Stalleken van Bethlehem, Vijf Wondekens, Wijngaert des Heren, de Calvarieberg en het Soete Naemken. Ook de infirmerie uit 1760 is nog aanwezig. Bij een brand in 1970 liep deze grote schade op, maar ze werd volledig gerestaureerd en omgebouwd tot appartementswoningen. Achteraan bevindt zich nog het Convent uit 1595, de opleidingsschool voor novicen. Het Hemdsmouwken, oorspronkelijk een brandstraat, is vooraan slechts 98 cm breed, waarmee het de smalste straat van Lier is. De Grachtkant is de laatste uitbreiding van het begijnhof, rond 1720. Het huizenblok werd in vijf jaar gebouwd in regionale Brabantse stijl: baksteen en speklagen van zachte witte steen. De huizen zijn ruim en werden door welstellende dames of dames van adel bewoond.

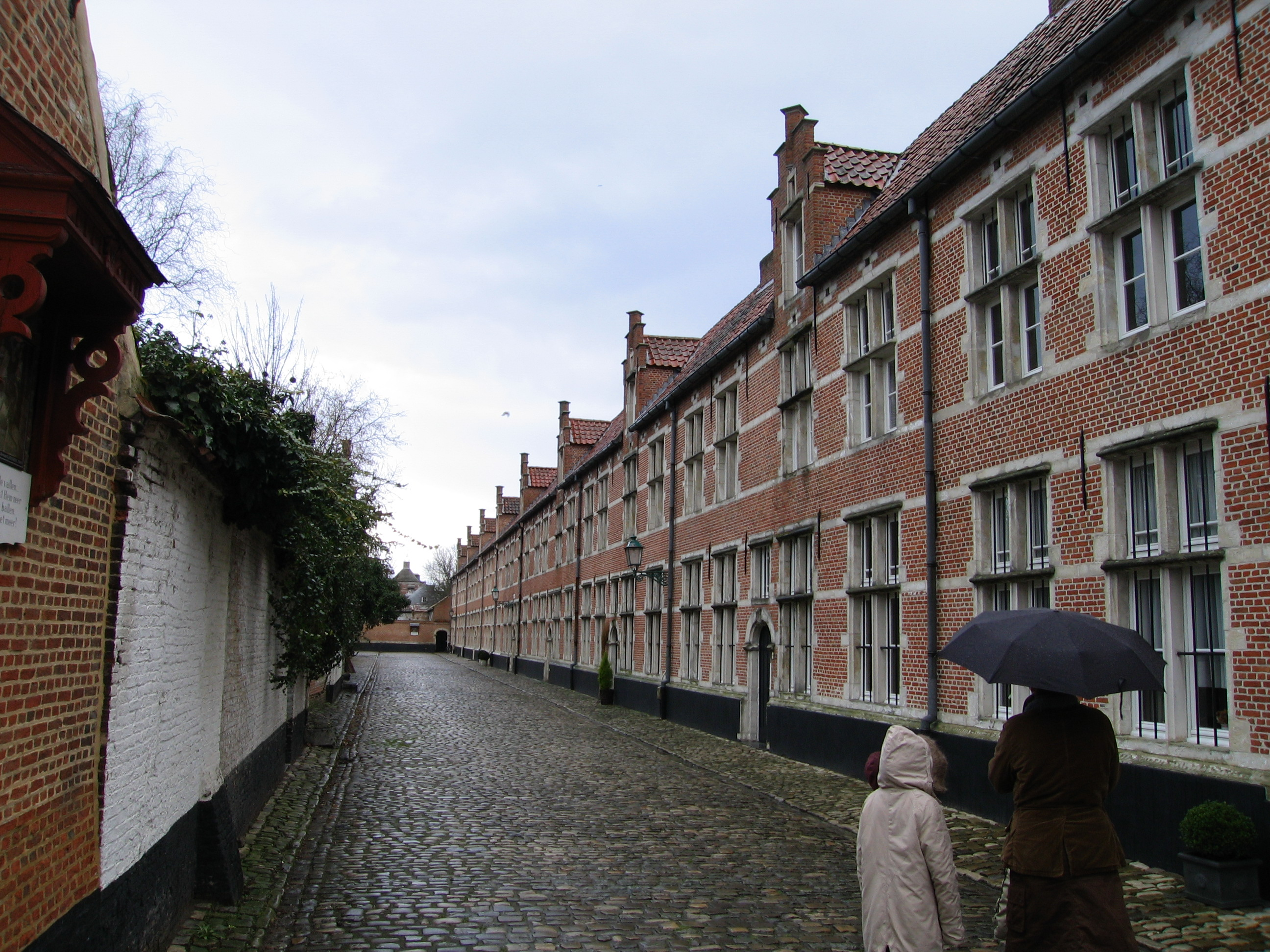
De grachtkant in het Lierse begijnhof

De driebeukige Sint-Margaritakerk heeft een barokgevel uit de 17e eeuw, waarboven in de 18e eeuw volutes en een lantaarn zijn geplaatst. De pastorie (ca. 1690) bevindt zich in de Begijnhofstraat en grenst aan het begijnhof. Her en der zijn staties van de kruisweg verspreid over het begijnhof. Deze beelden werden in 1773 geschilderd door Van de Richstal en ondergingen in 1949 een restauratiebeurt door Bernard Janssens. In 2019 werden de originele beelden vervangen door nieuwe schilderijen. Het is de enige kruisweg in België die in open lucht te bezoeken is.
De meeste woningen zijn eigendom van het Openbaar Centrum voor Maatschappelijk Welzijn. In 2021 verkocht de Kerkfabriek 17 woningen die nog in haar bezit waren aan het OCMW.

### Restauraties
In de loop der eeuwen werden huisjes gebouwd, verbouwd en gesloopt, maar tot het einde van de 20e eeuw ging het bijna uitsluitend om kleinschalige restauraties, meestal bij het einde van een huurcontract. De enige uitzonderingen waren de restauratie van de infirmerie, die van 1997 tot en met 1999 door Domus Flandria werd omgebouwd tot sociale appartementswoningen, en die van de eenvormige huizenrij aan de Grachtkant.
Om de woningen aan te passen aan de 21e-eeuwse normen, werd in 2016 een globaal beheersplan opgesteld in opdracht van de Stad Lier, het OCMW en de Kerkfabriek. Van 2017 tot 2019 werd de restauratie van een eerste reeks van acht huizen in de Simforosastraat voltooid. Na goedkeuring van het beheersplan in 2018, van het aanbestedingsdossier door het Agentschap Onroerend Erfgoed in juni 2020, en de omgevingsvergunning in juni 2021, konden de opdrachten uitgeschreven worden. De werken startten in het najaar van 2021, en verliepen in vijf fases, waarbij telkens een tiental woningen werden aangepakt. Alle huurders moesten hun woning verlaten, maar kregen wel voorrang bij het betrekken van een gerestaureerd pand.

### Lijst van straten
In het begijnhof:
- Bodegemstraat
- Grachtkant
- Hellestraat
- Hemdsmouwken
- Kalvarieberg
- Martienushoek
- Oud-Kerkhof
- Pompstraat
- Sint-Margaretastraat
- Symforosastraat
- Wezenstraat

Langs het begijnhof:
- Begijnhofstraat
- Schapekoppenstraat
- Stadsvest

## Filmlocatie
De laatste jaren zet het begijnhof zich meer en meer op de kaart als locatie voor zowel nationale als internationale films en series. Aangezien het begijnhof beschermd is, blijft het een authentieke representatie van een dorp uit het verleden, en is daarom interessant voor bepaalde genres. Enkele films en series die recent in het begijnhof werden opgenomen zijn:
- Goesting (met o.a. Jan Van Looveren, Patsy Van der Meeren, Chris Thys en Gene Bervoets)[20]

- The Exception (met o.a. Lily James, Jai Courtney, Christopher Plummer en Ella Holland)[21]

- De familie Claus (met o.a. Jan Decleir, Mo Bakker, Bracha van Doesburgh en Renée Soutendijk)[22]

- The Last Front (met o.a. Iain Glen, Sasha Luss, Joe Anderson en David Calder)[23]

## Varia

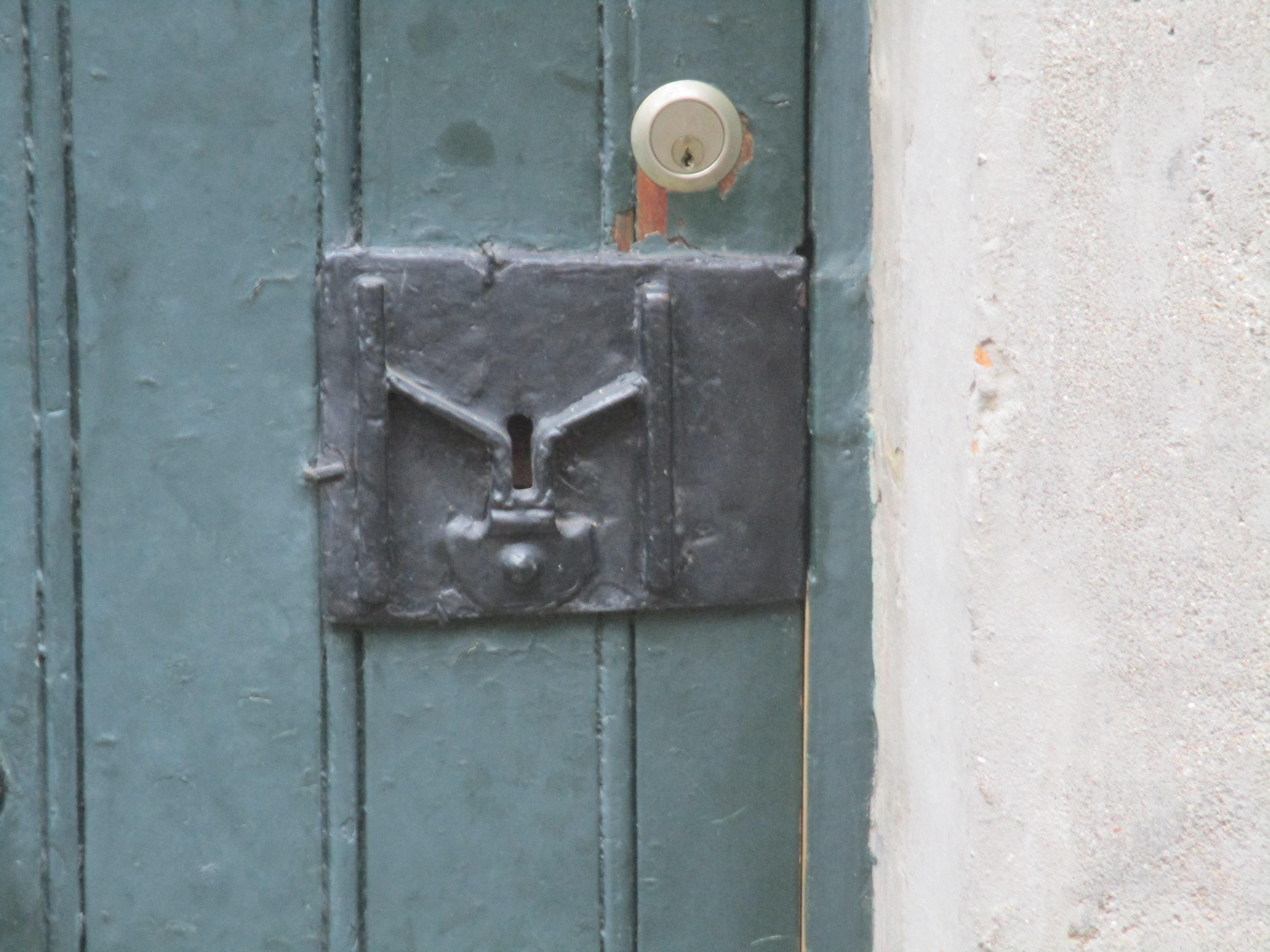
Dronkenmansslot beneden (zwarte slot) versus een gewoon modern slot (boven)

- Het Lierse begijnhof was een van de grote inspiratiebronnen voor de schrijver Felix Timmermans die het de bijnaam "d'amandelboon van Lier" gaf.[24]
- Ook vijf historische thrillers van Lydia Verbeeck spelen zich af in en rond het begijnhof van Lier.
- Op verschillende deuren is een speciaal soort slot terug te vinden, een dronkenmansslot, maar in tegenstelling tot wat de naam doet vermoeden, heeft het niets te maken met dronkaards te helpen hun sleutel in het sleutelgat te krijgen. Het slot is zo gebouwd om in het donker het sleutelgat eenvoudiger terug te vinden.[6][25] De sloten vertonen veel gelijkenis met gotische sloten en de ornamenten zijn mogelijk puur omwille van esthetische redenen op het slot gezet zijn en niet om het sleutelgat te vinden in het donker.[26]
- Op 21 september 2008 werd onder de noemer Begijntjes stappen weer door Lier een geanimeerde reconstructie georganiseerd van het leven in het historische begijnhof. Er waren begijnen aan het spinnen, kantwerken, borduren, kalligraferen en devotieboekjes lezen, verder een brevierende pastoor, een suisse, “bedelende” kinderen, scharensliepen, straattoneel met een middeleeuwse sotternie, en Oude Muziek.[27]